# Platidia clepsidra
Platidia clepsidra är en armfotingsart som beskrevs av Cooper 1973. Platidia clepsidra ingår i släktet Platidia och familjen Platidiidae. Inga underarter finns listade i Catalogue of Life.